# 라 트라이시온 (1984년 텔레노벨라)
《라 트라이시온》(스페인어: La traición)은 1984년 방영된 멕시코의 텔레노벨라이다.